# Brezovica (Žilina)
|  | No s'ha de confondre amb Brezovica (Prešov). |

Brezovica és un poble i municipi d'Eslovàquia que es troba a la regió de Žilina, al centre-nord del país.
La primera menció escrita de la vila es remunta al 1580.

## Demografia
| Godina             | 1994 | 2004   | 2014   | 2024   |
| ------------------ | ---- | ------ | ------ | ------ |
| Nombre de persones | 1220 | 1292   | 1322   | 1419   |
| Diferència         |      | +5,90% | +2,32% | +7,33% |

| Godina             | 2023 | 2024   |
| ------------------ | ---- | ------ |
| Nombre de persones | 1416 | 1419   |
| Diferència         |      | +0,21% |